# オオカブト属
オオカブト属（オオカブトぞく、学名: Dynastes）は、昆虫綱甲虫目コガネムシ科カブトムシ亜科カブトムシ族 (Dynastini) に分類される属の1つ。オオカブトムシ属、オオツノカブト属、ディナステス属、ヘラクレスオオカブト属とも呼ばれる。なおオオカブト属はアトラスオオカブトやコーカサスオオカブトなどが属する Chalcosoma の和名としても用いられる。
アメリカ合衆国東部からブラジル南部にかけて8種12亜種が分布し、一部の種はカリブ海諸国にも分布する。大型の甲虫で、胸角がよく発達し、内側にビロードの毛を有す。この属にはグラントシロカブト D. grantii など、シロカブトと呼ばれる複数の種が含まれる。属名はギリシャ語で「君主、支配者」を意味する dynastēs に由来する。

## 分類
ヘラクレスオオカブト D. helcures を模式種とする。
ネプチューンオオカブト D. neptunus とサタンオオカブト D. satanus については、前翅が常に黒いなどの違った特徴があり、雄の脚の跗節に明らかな差異が認められることから、カバイロオオカブト属 Theogenes または亜属とすることもある。この説はもともと1847年にドイツの昆虫学者ヘルマン・バーマイスター Hermann Burmeister によって唱えられたものだが、長い間広くは認められておらず、最近になって見直されている。
ただしエクアドル産のヘラクレスオオカブトとネプチューンオオカブトが自然界で交雑した個体が日本に入荷して販売された記録があるほか、むし社で販売された野外採取個体のネプチューンオオカブトのメス成虫を交尾させずにそのまま産卵させたところ、ヘラクレスオオカブトの亜種であるオキシデンタリス D. h. occidentalis との雑種と思われる個体が羽化した記録がある。この個体の母親であるメス成虫はおそらく自然下でオキシデンタリスのオス成虫と交尾した後で採集され、日本に輸入されたと思われ、交雑個体であるオス成虫の上翅は黒味の強いオリーブ色だった。またエクアドルのナポでもオキシデンタリスとネプチューンの雑種と思われるオス成虫（全長147 mm）が採取されたことがある。

## 種類

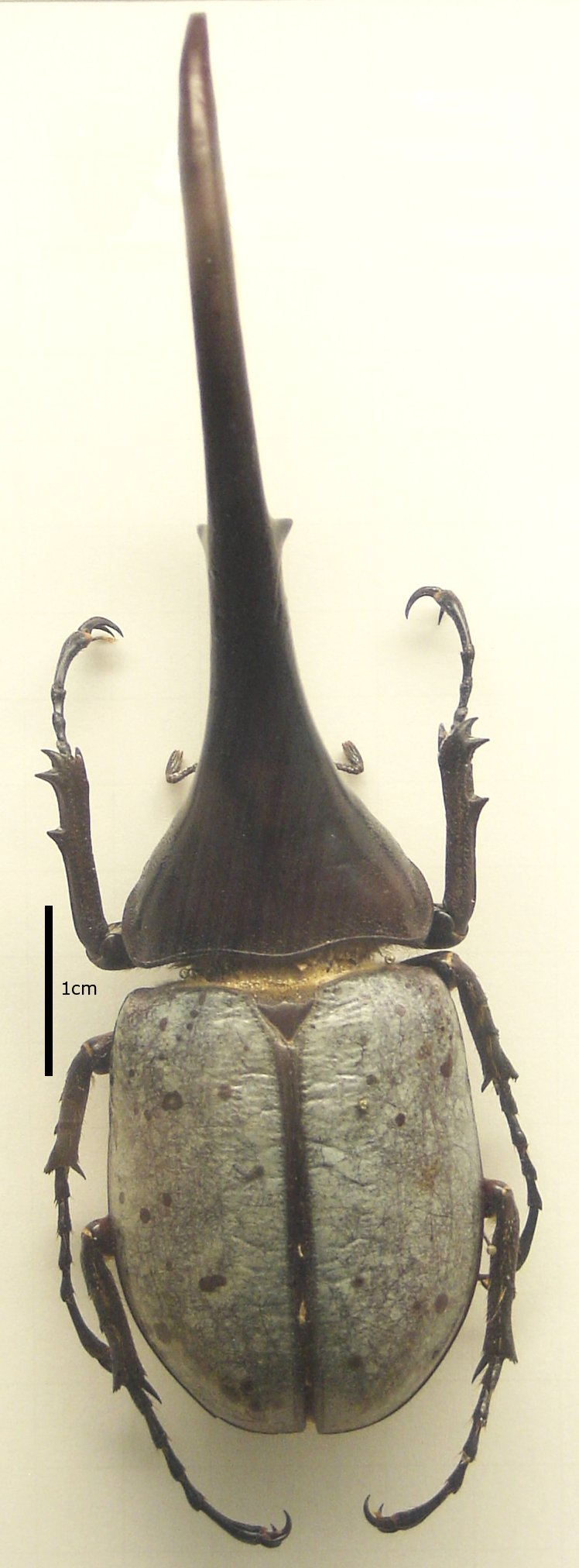
ヘラクレスオオカブト
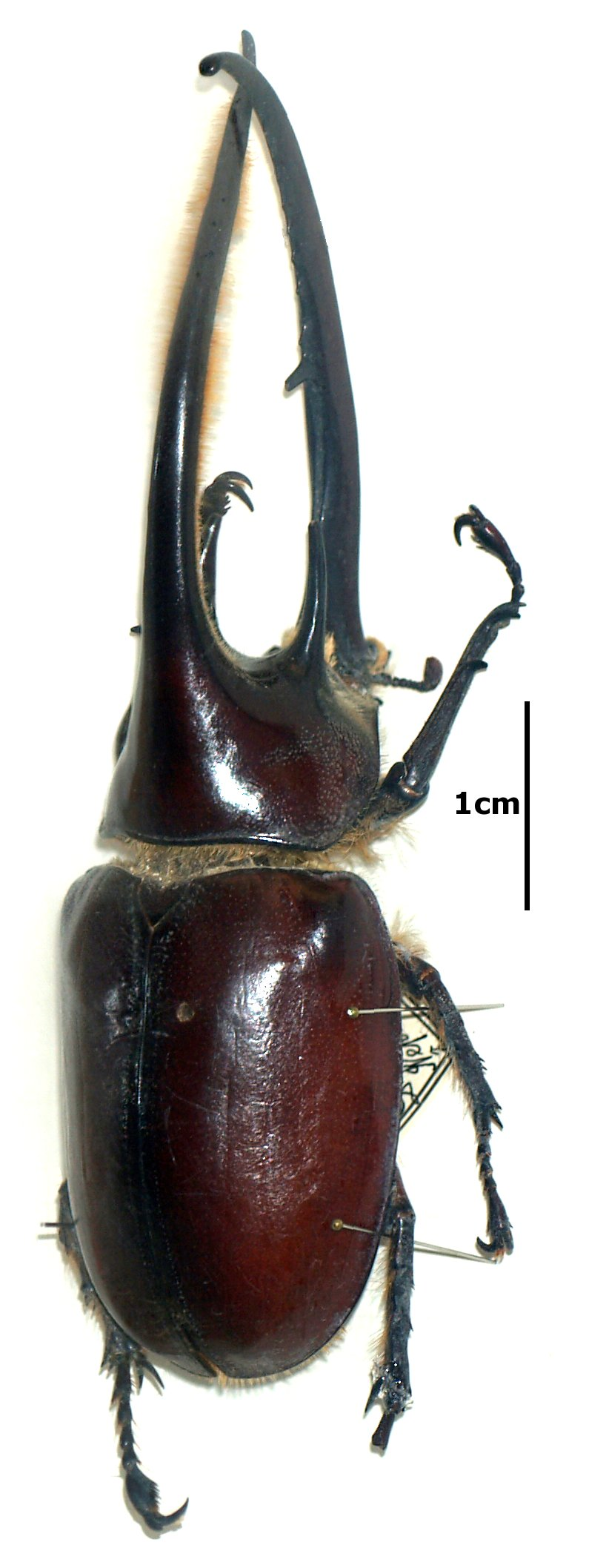
ネプチューンオオカブト
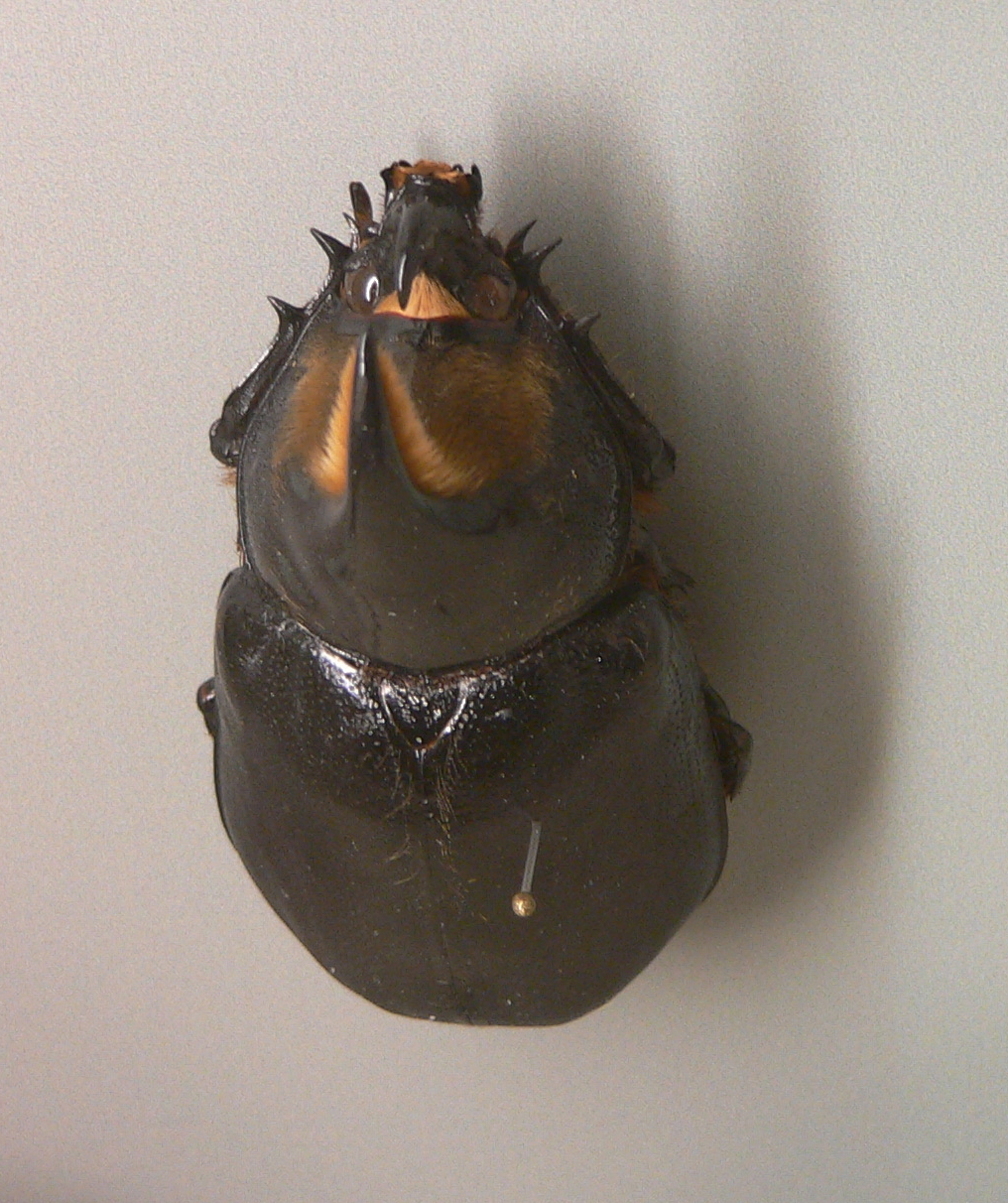
サタンオオカブト
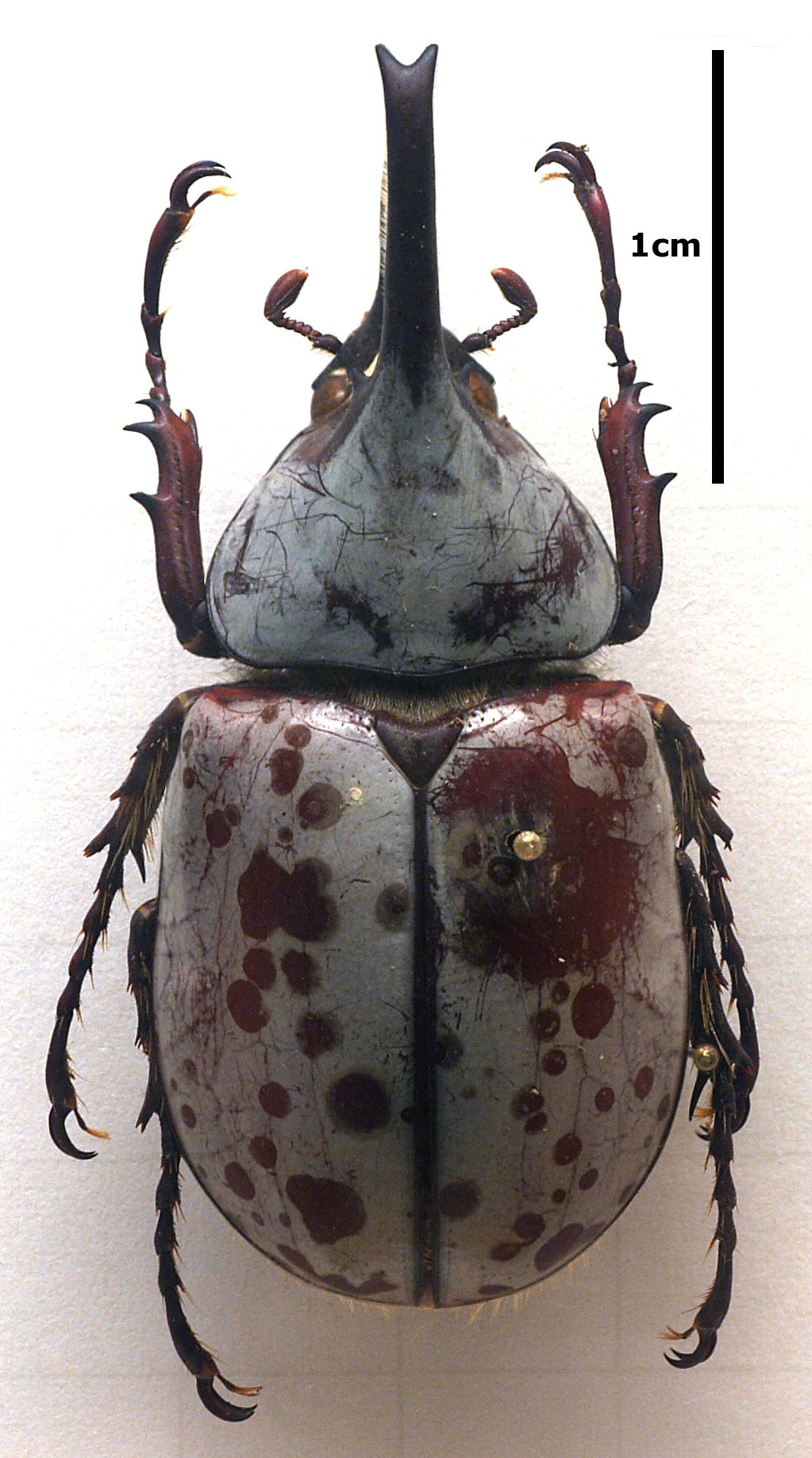
グラントシロカブト
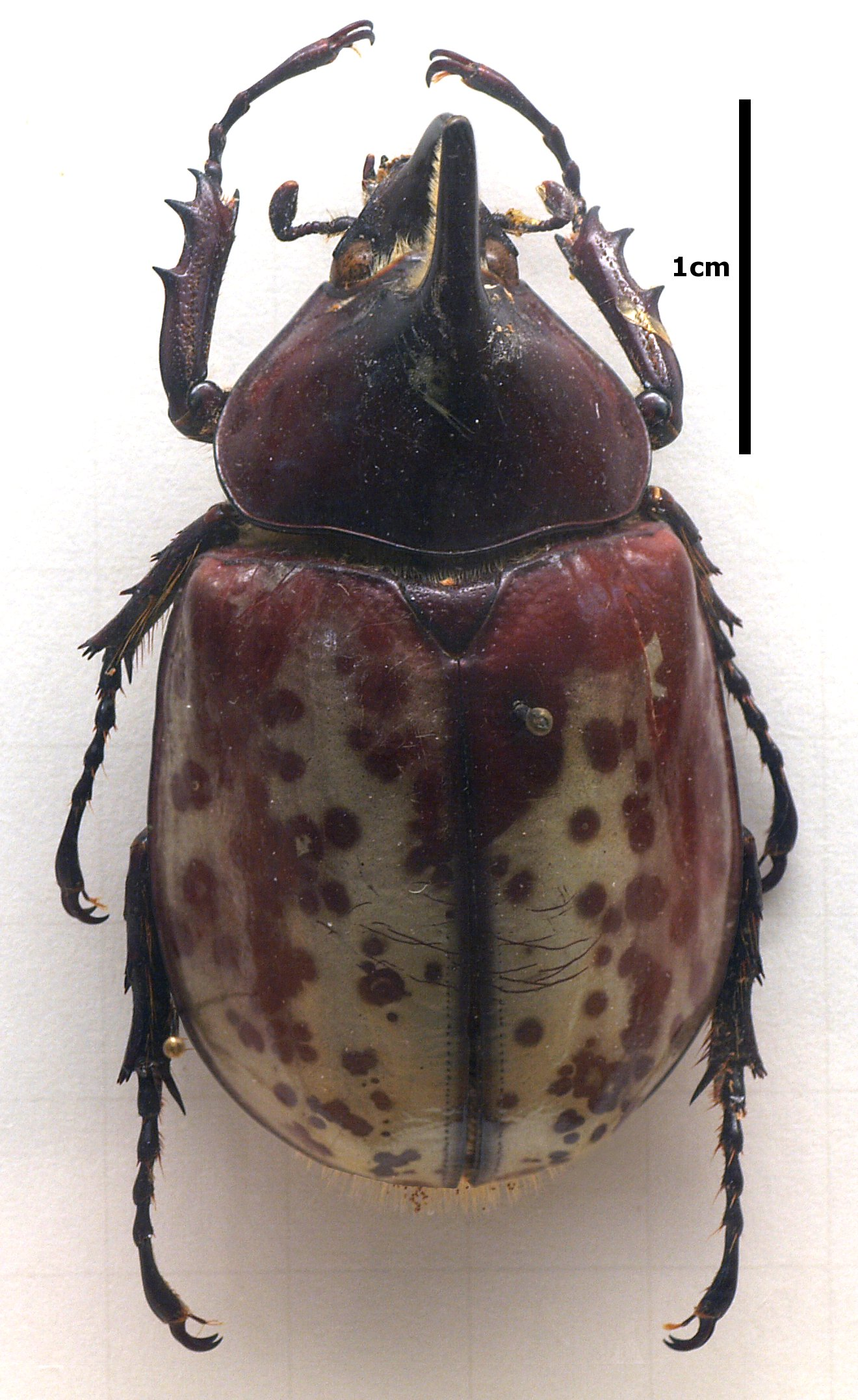
ヒルスシロカブト
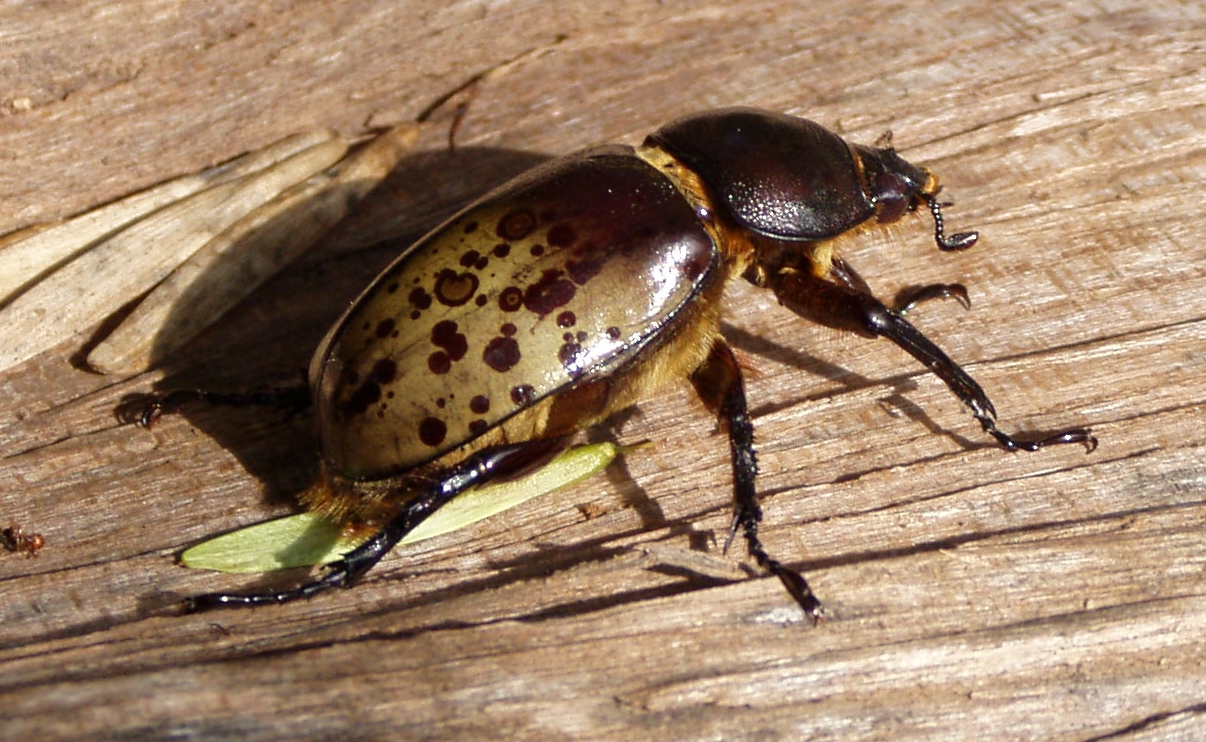
ティティウスシロカブトのメス

ヘラクレスオオカブト Dynastes hercules Hercules beetle
ヘルクレスオオカブトともいう。
全長が世界最大になるカブトムシとして著名で、オスの最大個体は野生下では全長172.7 mm、人工繁殖下で全長182.8 mmがそれぞれ記録されている。原名亜種はssp. hercules hercules。
オスの成虫は頭角と胸角が共に長く、内側には毛が生える。前翅は黄褐色だが、稀に水色の個体もあらわれ珍重される。
多くの亜種に分かれ、その生息地域によって、同じ種とは思えないほど、大きさと個体変異の差が顕著に出てくるのも本種の特徴である。
世界最大のカブトムシだけにペット人気は非常に高く、本属では最も輸入量が多く、それ故に飼育人口も個体数も多いのが本種である。
ネプチューンオオカブト Dynastes neptunus Neptune beetle
ヘラクレスオオカブトに次いで2番目に全長が長いカブトムシとされる。オスの最長個体は、人工繁殖下では全長157.3 mmが記録されている。胸角は3本あり、頭角はカブトムシの仲間で最長である。
ヘラクレスオオカブトとは別に黒い前翅の他に、1対の突起が胸角の代わりに胸部両側に付くことから区別できる。脚の跗節の形状からサタンオオカブトとの近縁関係が指摘されている。
種小名の由来はローマ神話の海神ネプトゥヌス（ネプチューン）。ベネズエラに生息する亜種D. neptunus rouchei は若干小型で、頭角の最大の突起が基部寄りである。
サタンオオカブト Dynastes satanas Satanas beetle
ボリビアの限られた地域に生息する。以前は生息地がはっきりせず、幻とも呼ばれ珍重されてきた。オスの最長個体は、人工繁殖下では全長114.3 mmが記録されている。
ビロード状の毛が胸角の裏のほか翅などに覆われていない柔らかい部分にもびっしり生えている。
グラントシロカブト Dynastes grantii
アメリカ合衆国アリゾナ州などの砂漠地帯に生息する。カブトムシ類には珍しく、全身が白である。現地での採集は禁止されている。オスの最長個体は、人工繁殖下では全長89.1 mmが記録されている。
名は南北戦争の北軍最高司令官でアメリカ合衆国第18代大統領となったユリシーズ・S・グラントに由来するという説とアリゾナ州の旧陸軍基地フォート・グラント（Fort Grant）に由来するという説がある。
ヒルスシロカブト Dynastes hyllus Hyllus beetle
中央アメリカに分布する。オスの最長個体は、人工繁殖下では全長98.2 mmが記録されている。
白に濃い黄色の混じった色合いをしており、時に黄金と形容される。サンタマルタ山脈にはミゲル・アンヘル・モロン＝リオス（Miguel Ángel Moron-Ríos）に献名された亜種モロンオオカブト（D. hyllus moroni Nagai）が生息する。同亜種のオスの最長個体は、人工繁殖下では全長105.1 mmが記録されている。
ティティウスシロカブト Dynastes tityus Unicorn beetle
アメリカ合衆国東部に分布する。色はヒルスシロカブトに近い。オスの最長個体は、人工繁殖下では全長69.5 mmが記録されている。
マヤシロカブト Dynastes maya
メキシコのチャパス州、グアテマラ･ホンジュラスに分布する。オスの最長個体は、人工繁殖下では全長104.2 mmが記録されている。
ミヤシタシロカブト Dynastes miyashitai Miyashitai beetle
メキシコ南部プエブラ州テフアカンにのみ棲息する。
- ヘラクレスオオカブト
- ネプチューンオオカブト
- サタンオオカブト
- グラントシロカブト
- ヒルスシロカブト
- ティティウスシロカブトのメス